# 2020年阿拉斯加地震
2020年阿拉斯加地震，是指2020年7月21日晚发生于美国阿拉斯加半岛近海的强烈地震。该次地震是一次发生在太平洋板块和北美板块交界的隐没带的逆断层事件。该次地震震级为矩震级7.8级，震源深度约为28.0千米，最大烈度为7(VII)度。地震发生后，美国国家海啸预警中心提醒在码头、海湾和河口地区的居民注意防范附近海面可能出现的巨大潮位波动，警告海啸波幅足以致命，并要求居民听从安全官员指示撤离低洼地带，但在隔天太平洋海啸预警中心取消了阿拉斯加州的所有海啸预警。
该次地震已被列入美国地质调查局2020年显著地震列表。

## 发震机制
在该次地震震中附近，太平洋板块以64毫米/年的速度向西北方向俯冲。美国地质调查局经过解析认为，该次地震是一次发生在太平洋板块和北美板块交界的隐没带的逆断层事件。震源机制解显示，该次地震发生在向西北俯冲的低角逆断层上，也有可能发生在向东南俯冲的高角逆断层上。该次地震的位置、机制、震源深度和震级，都与上述两个板块之间的俯冲带上发生的滑动相一致。同时，美国地质调查局认为，该次地震的断层活动范围约为120×50千米。
阿拉斯加－阿留申隐没带附近发生过多次大地震。自1900年以来，此次地震震中距250千米范围内共发生过6次震级达7级的地震。其中，震级最大的地震为1938年的8.2级地震。而在阿拉斯加－阿留申隐没带的其他地方，则发生过观测历史上第二大规模的地震，即发生于1964年的震级达矩震级9.2级的耶稣受难日地震。

## 震害情况
这场地震发生在协调世界时2020年7月22日6时12分42秒，阿拉斯加标准时间2020年7月21日21时12分42秒。本次地震震源位于佩里维尔东南偏南98.9千米、安克雷奇西南偏南845.9千米的阿拉斯加半岛南部近海海域中，附近沿岸的常住居民亦较为稀少。美国地质调查局估计有1000人感受到中度震动，1000人震感轻微。地震造成沿岸部分地区出现山体滑坡、道路裂缝，一些商店的货品从货架上震落。金科夫公共安全部向居民发出通知，预计会有持续余震。

### 海啸

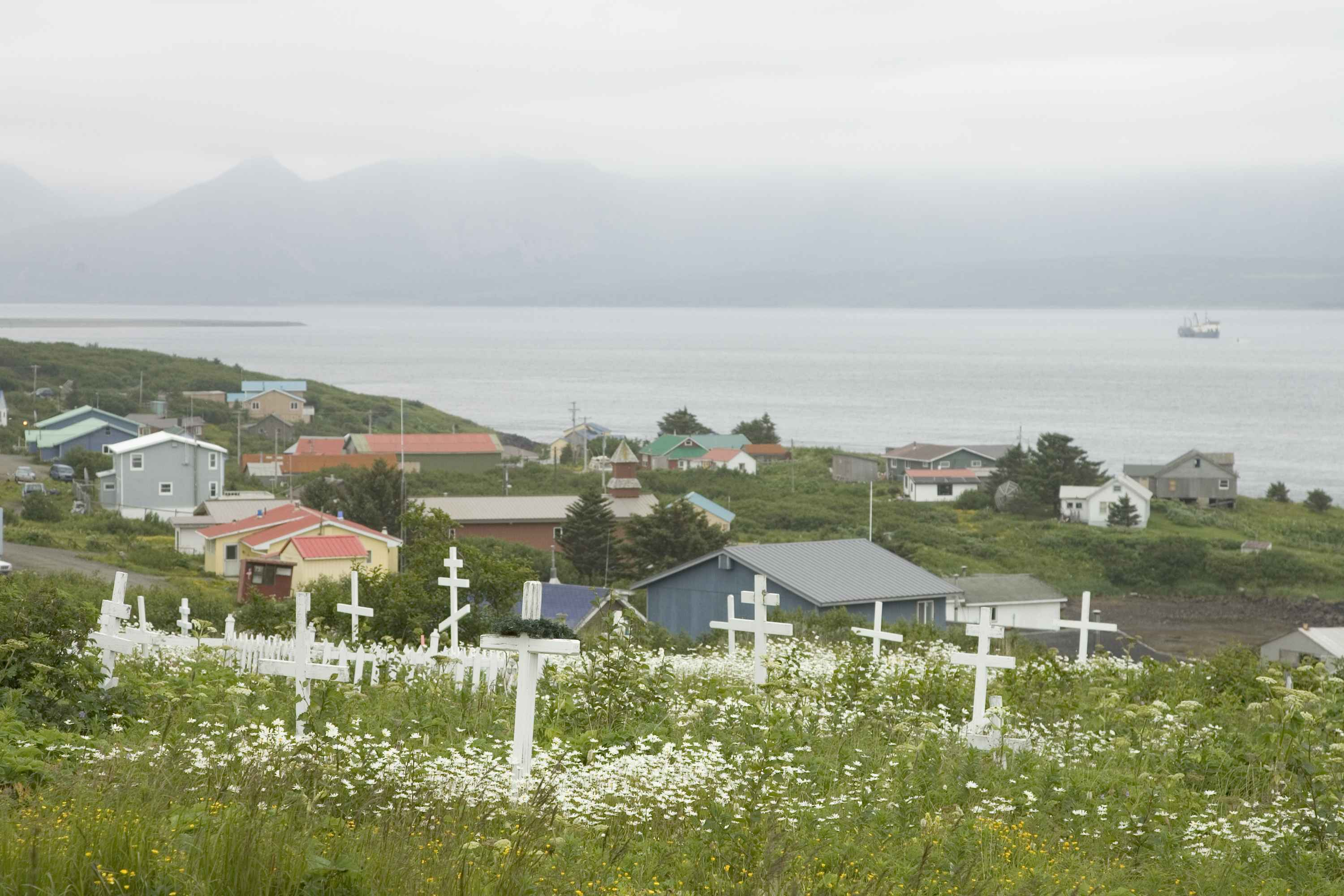
美国阿拉斯加州沙点市在此次地震中遭遇波幅0.8 ft的海啸侵袭。图为沙点市一处海岸。

地震发生后，总部位于阿拉斯加州帕尔默市的美国国家海啸预警中心向阿拉斯加南部及半岛（肯尼迪水道－加尤尼马克水道一线太平洋沿岸）、阿留申群岛（加尤尼马克水道－萨马尔加水道一线太平洋沿岸）发表了海啸警告，并向阿拉斯加南部及半岛（萨克林角－肯尼迪水道一线太平洋沿岸）、阿留申群岛（安奇卡岛水道－普里比洛夫群岛一线太平洋沿岸）发布了海啸观察预警。美国国家海啸预警中心提醒在码头、海湾和河口地区的居民注意防范附近海面可能出现的巨大潮位波动，警告海啸波幅足以致命，并要求居民听从安全官员指示撤离低洼地带。
美国太平洋海啸预警中心于地震发生7分钟后发布海啸预警信息，称该次地震震级为矩震级7.4级，并对位于阿拉斯加州的沙点、科迪亚克和冷湾发布了海啸预警。同时，太平洋海啸预警中心也对美国本土和加拿大之外的部分地区发布了海啸预警。海啸到达丘克州、关岛、夏威夷州、豪兰和贝克群岛、日本、约翰斯顿环礁、基里巴斯、科斯雷州、马绍尔群岛、墨西哥、中途岛、北马里亚纳群岛、西北夏威夷群岛、帕劳、巴尔米拉环礁、波纳佩州、俄罗斯、威克岛和雅浦岛时的高度预计不足0.3米。
美国国家海洋和大气管理局表示，沿岸地区可能发生海啸。在地震发生37分钟后，太平洋海啸预警中心将地震震级修订为矩震级7.8级，并对乌纳拉斯卡、埃达克、苏厄德、瓦尔迪兹、科尔多瓦、圣保罗和荷马追加了海啸预警。
日本气象厅经解析认为，海啸虽然不会对日本造成影响，但可能会有轻微的海浪波动。日本气象厅向北海道太平洋沿岸东部、北海道太平洋沿岸中部、北海道太平洋沿岸西部，青森县太平洋沿岸、岩手县、宫城县、福岛县、茨城县、千叶县九十九里·外房、千叶县内房、小笠原群岛、静冈县、三重县南部、和歌山县、高知县和宫崎县发布了海啸预报。海啸预计最早于晚上8时到达日本，并持续1天左右。中国自然资源部海啸预警中心于地震发生2小时51分钟后发布海啸信息，认为地震可能会在震源周围引发局地海啸，但不会对中国沿岸造成影响。
当地时间21时32分，根据美国太平洋海啸预警中心的数据，位于阿拉斯加州的沙点观测站记录到了0.8英尺的海啸波幅。
| 观测站 | 位置           | 经纬度                            | 海啸抵达时间 | 最大波幅         | 周期   | 来源 |
| ------ | -------------- | --------------------------------- | ------------ | ---------------- | ------ | ---- |
| 沙点   | 美国阿拉斯加州 | 55°18′N 160°30′W / 55.3°N 160.5°W | 21:32        | 0.8英尺（0.244） | 68分钟 | PTWC |

翌日12时23分，太平洋海啸预警中心取消了阿拉斯加州的所有海啸预警。

## 观测研究
美国地质调查局测定，该次地震发生于美国阿拉斯加州佩里维尔南东南105千米处（北纬55.030度，西经158.522度），震级为矩震级7.8级，震源深度约为28.0（±1.8）千米，最大烈度为7(VII)度。
中国地震台网中心在正式速报中测定此次地震震级为7.8级，震源深度10千米。中国地震台网估计本次地震震中处于北纬55.05度、西经158.50度的阿拉斯加州以南海域。
欧洲－地中海地震中心测定，本次地震震级为矩震级7.8级，震源深度约30千米，震中附近最大烈度为欧洲地震烈度表工程震害分级F级。欧洲－地中海地震中心表示，此次地震震中位于北纬55.14度、西经158.56度的阿拉斯加半岛海域。爱尔兰国家地震台网测定此次地震震级为7.8级。亥姆霍兹德国地球科学研究中心推定指，此次地震震级为矩震级7.8级，震源深度30千米。德国地球科学研究中心GEOFON标准台网测定指，地震震级为面波震级7.7级，震源深度39千米。该中心认定本次地震震中位于北纬55.13度、西经158.64度的阿拉斯加半岛海域。
澳大利亚地质调查局称，此次地震震级为矩震级7.8级、P波矩震级7.2级、面波震级6.7级，震源深度22千米，并认为震中位于北纬55.17度、西经158.59度的阿特金斯岛东北近海海域。